# Marian Nixon
Marian Nixon, född 20 oktober 1904 i Superior, Wisconsin, död 13 februari 1983 i Los Angeles, Kalifornien, var en amerikansk skådespelare.

## Fotnoter
1. ↑  Internet Movie Database, IMDb-ID: nm0633260co0047972, läst: 21 juli 2015.[källa från Wikidata]
2. 1 2  SNAC, SNAC Ark-ID: w6fn42jx, läs online, läst: 9 oktober 2017.[källa från Wikidata]
3. 1 2  Find a Grave, Find A Grave-ID: 8715055, läs online, läst: 9 oktober 2017.[källa från Wikidata]